# エレイデル・アルバレス
エレイデル・アルバレス・バイタール（Eléider Álvarez Baytar、1984年4月8日 - ）は、コロンビアのプロボクサー。アパルタド出身。元WBO世界ライトヘビー級王者。

## 来歴
2017年2月25日、ケベック・シティーのビデオトロン・センターでルシアン・ブーテとWBC世界ライトヘビー級挑戦者決定戦を行い、5回2分22秒TKO勝ちを収めシルバー王座は3度目の防衛に成功するとともに同じチームのアドニス・ステベンソンへの挑戦権を獲得した。
2017年6月3日、モントリオールのベル・センターでジャン・パスカルと対戦し、12回2-0（117-111、116-112、114-114）の判定勝ちを収めシルバー王座の4度目の防衛に成功した。
2018年8月4日、アトランティックシティのハード・ロック・ホテル＆カジノ・アトランティックシティ内エテズス・アリーナにて、WBO世界ライトヘビー級王者セルゲイ・コバレフと対戦し、7回2分45秒KO勝ちを収め王座を獲得した。
2019年2月2日、テキサス州フリスコのザ・フォードセンター・アット・ザ・スターで前王者にしてWBO世界ライトヘビー級5位のセルゲイ・コバレフとダイレクトリマッチで対戦し、12回0-3（111-116×2、108-120）判定負けを喫し初防衛に失敗、王座から陥落した。

## 獲得タイトル
- NABO北米ライトヘビー級王座
- NABA北米ライトヘビー級王座
- WBC世界ライトヘビー級シルバー王座
- WBO世界ライトヘビー級王座（防衛0）
- IBA世界ライトヘビー級王座
- WBCアメリカ大陸ライトヘビー級王座